# Eihei Kōroku

Le Eihei Kōroku (永平広録), titre que l'on peut traduire par Notes étendues du Eihei-ji, est un recueil des enseignements que le maître zen Sōtō Eihei Dōgen a transmis à ses moines dans le hattō, la « salle du Dharma » (enseignements) que l'on trouve dans les temples bouddhistes au Japon. Il s'agit d'une des œuvres majeures du bouddhisme zen.

## Structure

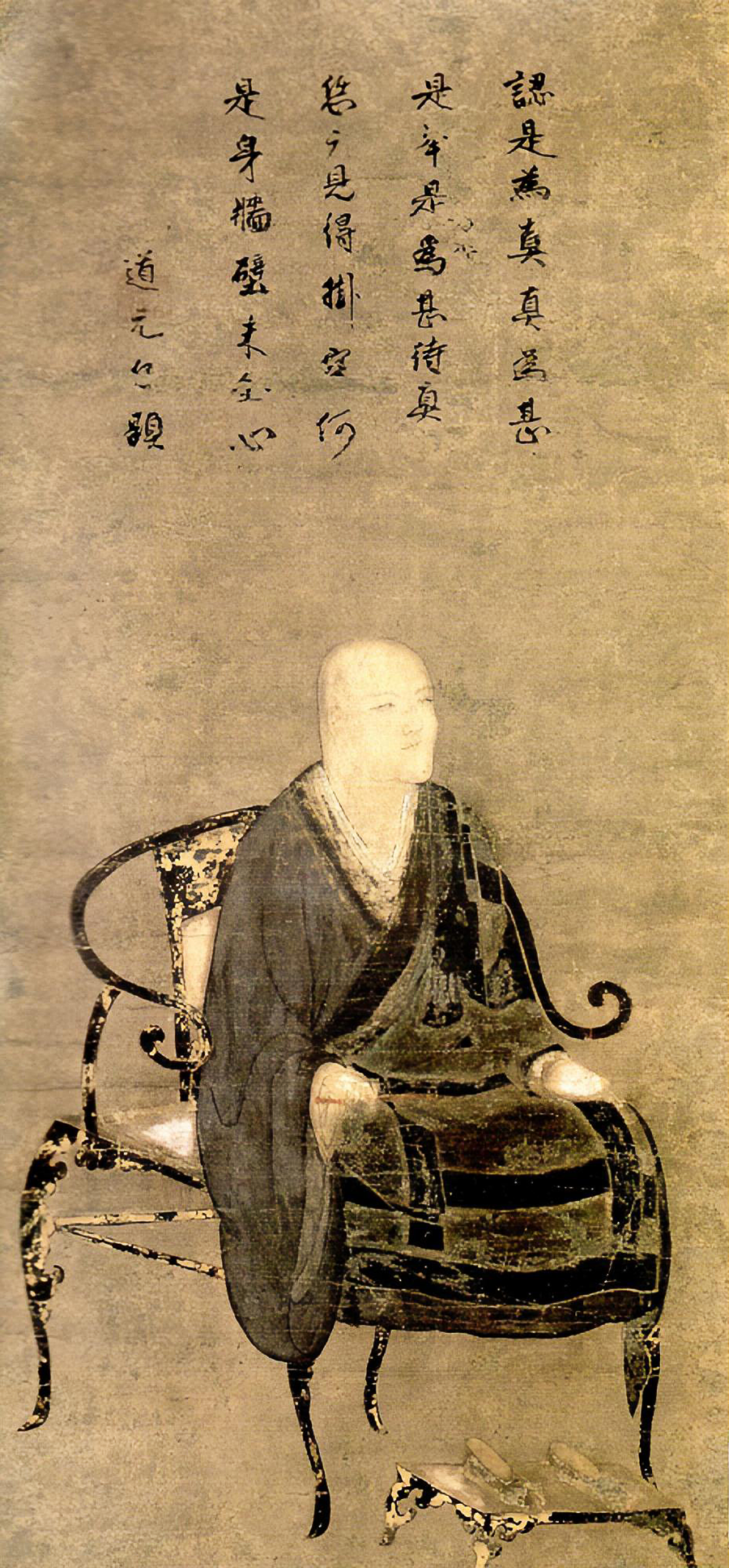
Portrait de Dôgen, portant au dos un poème qu'il a composé et qui figure dans l'Eihei Kôroku.

L'ouvrage est une compilation des prêches formels, des discours et des poésies en chinois Dôgen, et il constitue une œuvre de premier plan de la littérature zen. Il est divisé en dix sections, les sections une à sept formant la plus grande partie du texte : elles regroupent les discours formels (ou « montées en salle ») (上堂, jōdō) que Dôgen a tenus de 1236 à 1252. Le volume huit offre des enseignements donnés lors de « réunions informelles » (小參, shōsan) qui avaient lieu dans les appartements de Dōgen pour des groupes sélectionnés de moines ; on y trouve aussi des « mots du Dharma » ou hōgo (法語), à savoir des lettres contenant des instructions sur la pratique destinées à des étudiants spécifiques . Le volume neuf comprend une collection de quatre-vingt-dix kōans avec des commentaires en vers de Dōgen, tandis que dans le volume dix sont regroupés ses poèmes en chinois.

## Eihei KōrokuvsShōbōgenzō

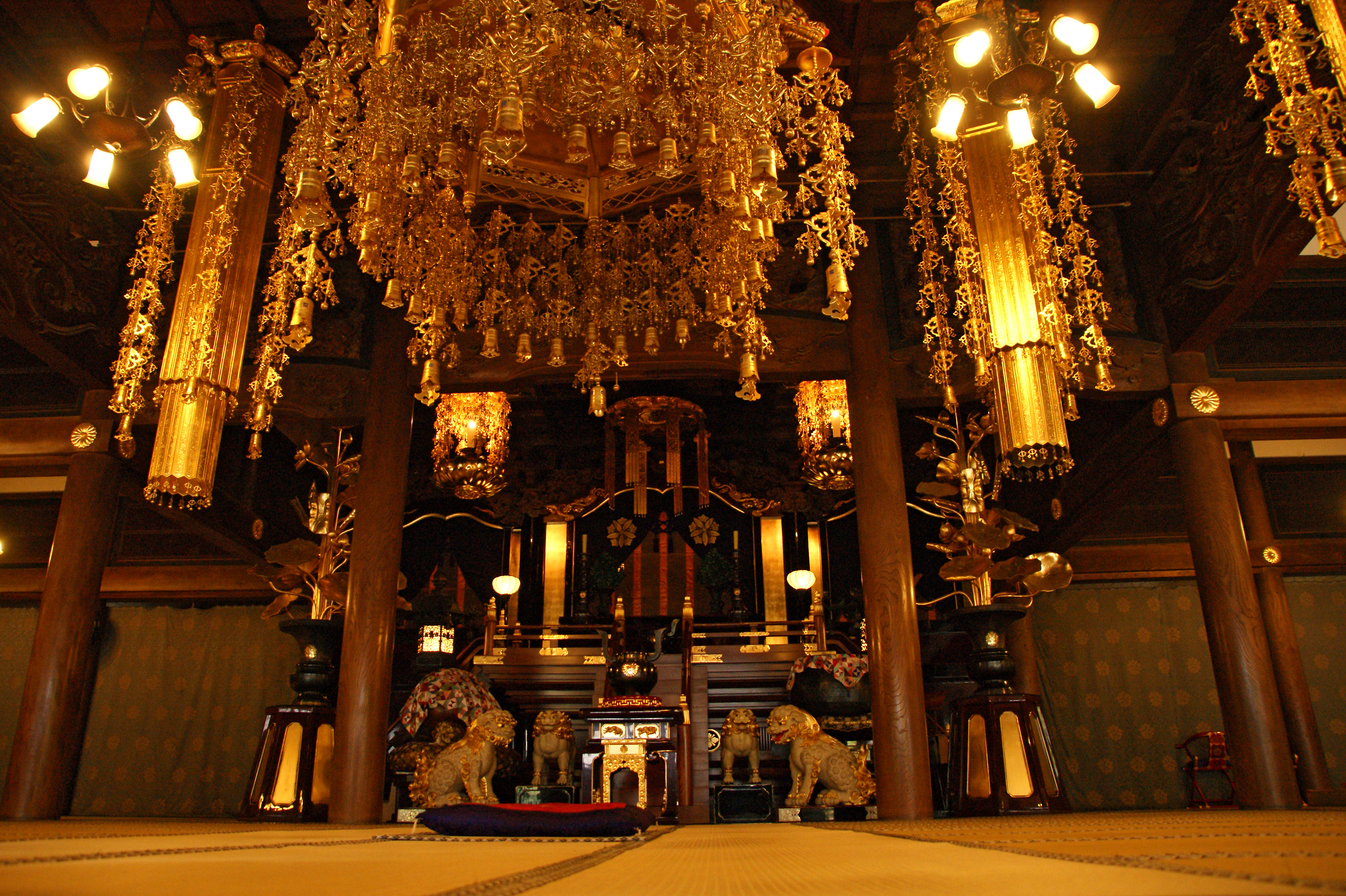
Le hattō, salle du Dharma du temple de Eihei-ji.

Contrairement à l'autre œuvre majeure de Dōgen, le Shōbōgenzō, écrit en moyen japonais vernaculaire tardif, le texte de l'Eihei Kōroku est rédigé en kanbun, le chinois classique écrit pour les Japonais. Si Dōgen est également mieux connu pour les essais qui constituent le Shōbōgenzō, la plupart de ceux-ci eux ont été achevés en 1244. Et c'est après cette date — qui coïncide plus ou moins  avec le déménagement de Dôgen de Kyoto à Eihei-ji — que celui-ci a composé 405 des 531 discours qui constituent l'Eihei Kōroku. Autrement dit, ces textes pour l'essentiel des dix dernières années de sa vie, et ils constituent ainsi en quelque sorte le pendant du Shōbōgenzō. Ces texte sont aussi appelés « montées en salle ». En effet, certains jours, les moines se retrouvaient dans la salle du Dharma (hattō). Ils restaient debout et se faisaient face. Dôgen montait alors en chaire — constituée en fait par le grand autel placé au centre du bâtiment — et donnait un bref sermon. Cela montre qu'il a peut-être fini par préférer le format jōdō au style jishu (« discours à l'assemblée »), qui sont des sermons informels qui lui permettaient un travail original sur la langue japonaise, et qu'il a repris en tant que chapitres qui forment le Shōbōgenzō.
Selon Taigen Dan Leighton, moine zen, chercheur et un des deux traducteurs en anglais de l'Eihei Kōroku, ces discours de la salle du Dharma nous en disent plus sur Dōgen l'individu que sur le Shōbōgenzō car ils révèlent non seulement sa méthode d'entraînement, mais aussi son humour et même ses états émotionnels. Une analyse partagée par Éric Rommeluère, pour qui « paradoxalement, sous [l]es aspects conventionnels [de cet ouvrage] pointent souvent un humour, une verve, une poésie, une humanité, dont la lecture n'est pas toujours immédiate dans [le] Shôbôgenzô. »